# 屈增国
屈增国（1960年11月—2020年4月30日），山东临朐人。中国政治人物，中国国防邮电工会全国委员会主席、中国劳动关系学院原党委书记。

## 生平
毕业于中国人民大学。1983年8月参加工作。历任中华全国总工会组织部副部长、经审办主任、第十五届经审委副主任，重庆市人民政府副秘书长（2011年8月－2014年7月），中国劳动关系学院党委书记（2014年6月－2018年12月），中国国防邮电工会全国委员会主席等职。主编《中国工会审计条例百问》《新时代工会工作改革创新》《中国工会·劳动关系研究》等书籍。
2020年4月30日12时03分因胰腺癌在首都医科大学附属北京康复医院逝世，终年59岁。